# Cogan (bande dessinée)
Pour les articles homonymes, voir Cogan.
Cogan est une bande dessinée d'aventure mettant en scène un héros protecteur de l'environnement. Scénarisée par Jean Ollivier et dessinée par Christian Gaty, la série paraît dans Pif Gadget à partir de 1983.

## Synopsis
Cogan (dont les traits rappellent Paul Hogan) dirige une base au Venezuela pour le compte du World Wide Fund for Nature. Ce héros baroudeur sillonne le monde pour protéger la nature contre les dégradations causées par des humains.

## Réception
Dans un article, Maël Rannou décrit Cogan comme le « dernier grand héros » du journal, dans la continuité de Docteur Justice où de Loup Noir. Il le décrit comme un « baroudeur » « écologiste humanitaire » et voit dans cette bande dessinée une incarnation complète de l'écologie politique, au-delà du simple environnementalisme souvent affiché dans les journaux de l'époque. Pour lui : « Ce personnage incarne de la manière la plus nette le courant d’écologie politique du journal. Ainsi, son rôle est de lutter contre les trafiquants d’animaux, mais il montre surtout le lien entre ceux-ci et le capitalisme financier. Ses aventures révèlent clairement le problème du commerce des espèces pour l’amusement de riches occidentaux et elles mettent en lumière l’inégalité des rapports nord-sud. » 

## Albums
- SOS Animaux sauvages, Éditions Messidor, coll. Pif/La Farandole, 1987  (ISBN 2-209-05896-1) (BNF 34954297)
- Opération Tigre, Éditions Messidor, coll. Pif/La Farandole, 1991  (ISBN 2-209-06556-9) (BNF 43416741)
- Les Monstres des abysses, Scandéditions, coll. Pif la collection, 1993  (ISBN 2-209-06800-2)